# Discographie de Rohff
La discographie du rappeur français Rohff se résume à 11 albums studio, 2 mixtapes, une compilation et un album live. Elle comporte également 41 singles, 100 collaborations, ainsi que 60 clips vidéo.

## Albums

### Albums studio
| Titre                  | Détails de l'album | Meilleure position | Meilleure position | Meilleure position | Meilleure position | Ventes  | Certifications, |
| Titre                  | Détails de l'album | FR                 | BEL (FR)           | BEL (NL)           | SUI                | Ventes  | Certifications, |
| ---------------------- | --- | ------------------ | ------------------ | ------------------ | ------------------ | ------- | --------------- |
| Le Code de l'honneur   | - Sortie : 7 décembre 1999 - Label : Phénomène Record, EMI - Format : CD, 2 × vinyle, LP                                                                          | —                  | —                  | —                  | —                  | 100 000 |                 |
| La Vie avant la mort   | - Sortie : 24 septembre 2001 - Label : Hostile Records, EMI - Format : CD, 2 × vinyle, LP, téléchargement digital                                                 | 5                  | 26                 | —                  | 89                 | 310 000 | 2 × Or          |
| La Fierté des nôtres   | - Sortie : 21 juin 2004 - Label : Hostile Records, EMI - Format : 2 × CD, 4 × vinyle, LP, téléchargement digital                                                  | 5                  | 27                 | —                  | 37                 | 330 000 | 2 × Or          |
| Au-delà de mes limites | - Sortie : 28 novembre 2005 (réédition le 16 avril 2007) - Label : Foolek Records, Hostile Records, EMI - Format : 2 × CD, 4 × vinyle, LP, téléchargement digital | 3                  | —                  | —                  | 64                 | 320 000 | Platine         |
| Le Code de l'horreur   | - Sortie : 14 décembre 2008 (réédition le 23 novembre 2009) - Label : Foolek Records, Hostile Records, EMI - Format : CD, téléchargement digital                  | 4                  | 27                 | —                  | —                  | 310 000 | Platine         |
| La Cuenta              | - Sortie : 8 décembre 2010 - Label : Foolek Records, Hostile Records, EMI - Format : CD, téléchargement digital                                                   | 11                 | 53                 | —                  | 92                 | 160 000 | Platine         |
| P.D.R.G.               | - Sortie : 23 septembre 2013 - Label : Foolek Empire, East West, Warner Music - Format : 2 × CD, téléchargement digital                                           | 2                  | 4                  | 110                | 25                 | 260 000 | 2 × Platine     |
| Le Rohff Game          | - Sortie : 4 décembre 2015 - Label : Mooneyez corps Ldt, Millenium Barclay - Format : CD, téléchargement digital                                                  | 14                 | 23                 | —                  | 61                 | 100 000 | Or              |
| Surnaturel             | - Sortie : 14 décembre 2018 - Label : Legend Alive Productions, Believe - Format : 2 x CD, téléchargement digital                                                 | 6                  | —                  | —                  | —                  | 100 000 | Or              |
| Grand Monsieur         | - Sortie : 10 décembre 2021 - Label : Legend Alive Productions, Bendo Music - Format : 2 x CD, téléchargement digital                                             | 11                 |                    |                    |                    | 60 000  | Or              |
| Fitna                  | - Sortie : 21 juin 2024 - Label : Legend Alive Productions - Format : CD, streaming et téléchargement digital                                                     |                    |                    |                    |                    | 30 000  |                 |

### Mixtapes
| Titre                                                             | Détails de l'album                                                                                          | Meilleure position | Meilleure position | Meilleure position | Meilleure position | Ventes  | Certifications |
| Titre                                                             | Détails de l'album                                                                                          | FR                 | BEL (FR)           | BEL (NL)           | SUI                | Ventes  | Certifications |
| ----------------------------------------------------------------- | --- | ------------------ | ------------------ | ------------------ | ------------------ | ------- | -------------- |
| 10 ans d'avance (de 1994 à 2004)                                  | - Sortie : 1er avril 2004 - Label : Talents Fâchés Records - Format : 2 × CD, mixed, téléchargement digital | —                  | —                  | —                  | —                  | 100 000 |                |
| Le Cauchemar du rap français                                      | - Sortie : 2 juillet 2007 - Label : Musicast l'Autreprod - Format : CD, mixed, téléchargement digital       | 22                 | —                  | —                  | —                  | 30 000  |                |
| « — » indique que l'album n'est pas sorti ou classé dans le pays. | |                    |                    |                    |                    |         |                |

### Albums Live
| Titre                                                             | Détails de l'album                                                                            | Meilleure position | Meilleure position | Meilleure position | Meilleure position | Ventes | Certifications |
| Titre                                                             | Détails de l'album                                                                            | FR                 | BEL (FR)           | BEL (NL)           | SUI                | Ventes | Certifications |
| ----------------------------------------------------------------- | --------------------------------------------------------------------------------------------- | ------------------ | ------------------ | ------------------ | ------------------ | ------ | -------------- |
| Zénith Classics                                                   | - Sortie : 18 décembre 2009 - Label : Foolek Records, Hostile Records, EMI - Format : CD, DVD | 97                 | —                  | —                  | —                  | 30 000 |                |
| « — » indique que l'album n'est pas sorti ou classé dans le pays. |                                                                                               |                    |                    |                    |                    |        |                |

## Chansons

### Singles
| Année | Single                                           | Meilleure position | Meilleure position | Meilleure position | Meilleure position | Certifications | Album                                     |
| Année | Single                                           | FR                 | BEL (FR)           | BEL (NL)           | SUI                | Certifications | Album                                     |
| ----- | ------------------------------------------------ | ------------------ | ------------------ | ------------------ | ------------------ | -------------- | ----------------------------------------- |
| 2001  | R.O.H.F.F.                                       | 72                 | —                  | —                  | —                  |                | La Vie avant la mort                      |
| 2001  | TDSI                                             | 38                 | —                  | —                  | —                  |                | La Vie avant la mort                      |
| 2001  | Qui est l'exemple ? (featuring Kayliah)          | 1                  | 5                  | —                  | 3                  | Platine        | La Vie avant la mort                      |
| 2001  | 5.9.1 (featuring Assia)                          | 15                 | 39                 | —                  | —                  | Or             | La Vie avant la mort                      |
| 2002  | Get Down samedi soir (featuring Oliver Cheatham) | 42                 | —                  | —                  | —                  |                | La Vie avant la mort                      |
| 2003  | Le son c'est la guerre                           | —                  | —                  | —                  | —                  |                | Le Son c'est la guerre                    |
| 2004  | 94                                               | 68                 | —                  | —                  | —                  |                | La Fierté des nôtres                      |
| 2004  | Le son qui tue (featuring Natty)                 | 17                 | 3                  | —                  | 19                 |                | La Fierté des nôtres                      |
| 2004  | Zone internationale (featuring Roldan G. Rivero) | 45                 | 37                 | —                  | 62                 |                | La Fierté des nôtres                      |
| 2004  | Charisme (featuring Wallen)                      | 27                 | —                  | —                  | —                  |                | La Fierté des nôtres                      |
| 2004  | Ça fait plaisir (featuring Intouchables)         | 53                 | —                  | —                  | —                  |                | La Fierté des nôtres                      |
| 2005  | En mode                                          | —                  | —                  | —                  | —                  |                | Au-delà de mes limites                    |
| 2005  | La puissance                                     | 14                 | —                  | —                  | —                  |                | Au-delà de mes limites                    |
| 2005  | Starfuckeuze                                     | 55                 | —                  | —                  | 84                 |                | Au-delà de mes limites                    |
| 2007  | La résurrection                                  | 37                 | —                  | —                  | —                  |                | Au-delà de mes limites Classics           |
| 2007  | Dirty Hous' (featuring Big Ali)                  | —                  | —                  | —                  | —                  |                | Au-delà de mes limites Classics           |
| 2007  | Frais (featuring Gen Renard)                     | —                  | —                  | —                  | —                  |                | Le Cauchemar du Rap Français : Chapitre 1 |
| 2008  | La grande classe                                 | —                  | —                  | —                  | —                  |                | Le Code de l'horreur                      |
| 2008  | Rap Game                                         | —                  | —                  | —                  | —                  |                | Le Code de l'horreur                      |
| 2008  | Paris                                            | —                  | —                  | —                  | —                  |                | Le Code de l'horreur                      |
| 2010  | Dans ma werss                                    | —                  | —                  | —                  | —                  |                | La Cuenta                                 |
| 2010  | Animal (featuring Francisco)                     | —                  | —                  | —                  | —                  |                | La Cuenta                                 |
| 2010  | Rien à prouver                                   | —                  | —                  | —                  | —                  |                | La Cuenta                                 |
| 2010  | Dans tes yeux                                    | —                  | —                  | —                  | —                  |                | La Cuenta                                 |
| 2012  | K-Sos musik                                      | 18                 | —                  | —                  | —                  |                | P.D.R.G.                                  |
| 2013  | Dounia                                           | 29                 | —                  | —                  | —                  |                | P.D.R.G.                                  |
| 2013  | J'accélère                                       | 19                 | —                  | —                  | —                  |                | P.D.R.G.                                  |
| 2013  | Déterminé                                        | 96                 | —                  | —                  | —                  |                | P.D.R.G.                                  |
| 2013  | Zlatana                                          | 109                | —                  | —                  | —                  |                | P.D.R.G.                                  |
| 2014  | Soleil                                           | 80                 | —                  | —                  | —                  |                | —                                         |
| 2015  | Du sale                                          | 49                 | —                  | —                  | —                  |                | —                                         |
| 2015  | Suge Knight                                      | 40                 | —                  | —                  | —                  |                | —                                         |
| 2015  | Sans forcer                                      | 53                 | —                  | —                  | —                  |                | —                                         |
| 2015  | Rohff Game                                       | 50                 | —                  | —                  | —                  |                | Le Rohff Game                             |
| 2015  | La crème de la crème                             | 77                 | —                  | —                  | —                  |                | Le Rohff Game                             |
| 2015  | Comme en 46                                      | —                  | —                  | —                  | —                  |                | Le Rohff Game                             |
| 2016  | Dans le Game                                     | 119                | —                  | —                  | —                  |                | —                                         |
| 2017  | Hors de contrôle                                 | 4                  | —                  | —                  | —                  |                | —                                         |
| 2017  | Saturne                                          | 60                 | —                  | —                  | —                  |                | —                                         |
| 2017  | Broly                                            | 7                  | —                  | —                  | —                  |                | —                                         |
| 2017  | Soldat                                           | 51                 | —                  | —                  | —                  |                | —                                         |
| 2017  | Détrôné (featuring Nej')                         | 36                 | —                  | —                  | —                  |                | —                                         |
| 2018  | Dans le vrai                                     | 111                | —                  | —                  | —                  |                | —                                         |
| 2018  | La Force                                         | 83                 | —                  | —                  | —                  |                | Surnaturel                                |
| 2018  | J'arrache tout                                   | 120                | —                  | —                  | —                  |                | Surnaturel                                |
| 2019  | J'ai passé l'âge                                 | 138                | —                  | —                  | —                  |                | Surnaturel                                |
| 2019  | Aime moi à l'imparfait                           | 137                | —                  | —                  | —                  |                | Surnaturel                                |
| 2019  | Trop de fierté                                   | —                  | —                  | —                  | —                  |                | Surnaturel                                |
| 2020  | 9+4=13 (featuring Guirri Mafia)                  | —                  | —                  | —                  | —                  |                | Surnaturel                                |
| 2020  | T'as capté                                       | 194                | —                  | —                  | —                  |                | —                                         |
| 2020  | Solo                                             | 145                | —                  | —                  | —                  |                | —                                         |
| 2020  | Tous à l'abri                                    | —                  | —                  | —                  | —                  |                | —                                         |
| 2020  | Goat                                             | 52                 | —                  | —                  | —                  |                | —                                         |
| 2020  | Sécurisé (featuring Dadju)                       | 40                 | —                  | —                  | —                  |                | Grand Monsieur                            |
| 2021  | #Douxbail                                        | —                  | —                  | —                  | —                  |                | —                                         |
| 2021  | Enemy                                            | —                  | —                  | —                  | —                  |                | Grand Monsieur                            |
| 2021  | Legend (featuring Jul)                           | 60                 | —                  | —                  | —                  |                | Grand Monsieur                            |

### Autres chansons classées
| Année | Single                                  | Meilleure position | Meilleure position | Meilleure position | Meilleure position | Certifications | Album    |
| Année | Single                                  | FR                 | BEL (FR)           | BEL (NL)           | SUI                | Certifications | Album    |
| ----- | --------------------------------------- | ------------------ | ------------------ | ------------------ | ------------------ | -------------- | -------- |
| 2013  | P.D.R.G.                                | 198                | —                  | —                  | —                  |                | P.D.R.G. |
| 2013  | Maudit                                  | 197                | —                  | —                  | —                  |                | P.D.R.G. |
| 2013  | Futurs nouveaux amis                    | 192                | —                  | —                  | —                  |                | P.D.R.G. |
| 2013  | Ti Amo t'es à moi (featuring Amel Bent) | 94                 | —                  | —                  | —                  |                | P.D.R.G. |
| 2013  | L'oseille                               | 194                | —                  | —                  | —                  |                | P.D.R.G. |

### Collaborations
| Année | Titre | Album                                                               |
| ----- | --- | ------------------------------------------------------------------- |
| 1996  | Pour 100 balles t'as plus rien (Le T.I.N & Weedy feat. Rohff) | Guet-Apens (album de T.I.N & Weedy)                                 |
| 1996  | L'ultime combat (Le T.I.N & Weedy feat. Rohff et La Sexion) | Guet-Apens (album de T.I.N & Weedy)                                 |
| 1996  | Show Bizness (Ideal J feat. Rohff, Yezi L'escroc, Manu Key et Rim-K) | Original MC's sur une mission (EP d'Ideal J)                        |
| 1997  | 667 (freestyle) (Rohff) | Opération coup de poing                                             |
| 1997  | La vie est une chienne (Rohff feat. Le T.I.N et La Sexion) | Nord vs. Sud (compilation de Don Scarper)                           |
| 1997  | Dans ta race (Rohff feat. Ideal J, Stor-K, Sayd des Mureaux et 113) | L'invincible armada (compilation de Mysta D)                        |
| 1997  | Descente massive (freestyle) (Mysta.D feat. 113, Abuz, Bams, Barbara, Don Bardon, Driver, Jack S, Kery James, Les Spécialistes, L'Skadrille, Le T.I.N., Nysay, Omar, Oxmo Puccino, Rohff, Sam, Seul 2 Seul, Sortis 2 L'Ombre & Stor.K) | L'invincible armada (compilation de Mysta D)                        |
| 1998  | Triomphe (Manu Key feat. Rohff) | Manu Key (album de Manu Key)                                        |
| 1998  | L'amour (Ideal J feat. Rohff et Demon One) | Le combat continue (album d'Ideal J)                                |
| 1998  | Les évadés (113 feat. Rohff et OGB) | Ni barreaux ni barrières ni frontières (EP de 113)                  |
| 1998  | Traîner la nuit (Rohff feat. Ideal J, Karlito, 113 et Manu Key) | Opération freestyle (compilation)                                   |
| 1999  | On fait les choses (Rohff feat. Mystik, Pit Baccardi et Neg' Marrons) | Première classe vol.1 (compilation)                                 |
| 1999  | K'1 freestyle (Pit Baccardi feat Rohff et Kery James) | K'1 freestyle (album de Pit Baccardi)                               |
| 1999  | Comoria (3e Œil feat. Rohff, Menzo et Opi) | Hier, aujourd'hui, demain (album de 3e Œil)                         |
| 1999  | La loi du plus fort (D.Abuz System feat. Rohff, Oxmo Puccino et Princess Aniès) | Le syndikat (album de D.Abuz System)                                |
| 1999  | Ennemis (Boogotop feat. Rohff, 113, Doudou Masta, Doc Sky, Sas, OJ Blad et Dodo Monsta) | L'antidote (album de Boogotop)                                      |
| 1999  | Freestyle (Rohff et Rim K) | Sang d'encre (mixtape de Jean-Pierre Seck)                          |
| 2000  | Nous contre eux (Le Rat Luciano feat. Sat et Rohff) | Mode de vie… Béton style                                            |
| 2000  | À l'ancienne (Intouchable feat. Rohff, Boss One et Flev) | Les points sur les i (album d'Intouchable)                          |
| 2000  | Le labyrinthe (Kertra Feat Rohff, OGB et 113) | Le labyrinthe (album de Kertra)                                     |
| 2000  | Que des cadeaux (Rohff) | La dernière chance (mixtape de Bâtiment B)                          |
| 2000  | La rage de vaincre (Rohff feat. Nino Scroface) | Ghett' out vol.1 (compilation)                                      |
| 2000  | Despee (Rohff) | La légende 2 (compilation)                                          |
| 2001  | Rohff Thriller (Rohff) | Cut Killer Show 2 (compilation de Cut Killer)                       |
| 2001  | Deuxième génération (Rohff) | Hexagone 2001                                                       |
| 2001  | Imagine (Rohff feat. 113) | Sur un air positif (compilation)                                    |
| 2001  | Cru / C'est nous la rue (Rohff feat. Booba et Rim'K) | Morceau qui devait figurer sur l'album La Vie Avant La Mort         |
| 2001  | Triomphe 2000 (Manu Key feat. Rohff) | Manuscrit (album de Manu Key)                                       |
| 2001  | C'qui nous perd (Kery James feat. Mafia K'1 Fry) | Si c'était à refaire (album de Kery James)                          |
| 2001  | L'œil du tigre (Rohff feat. Lino) | Première classe vol.2 (compilation)                                 |
| 2001  | Vitry club (Rohff feat. 113) | Vitry club (compilation)                                            |
| 2001  | Rap de barbares (Rohff feat. Pit Baccardi, Disiz et Gwen) | Mission suicide (compilation)                                       |
| 2001  | AKH version H (Akhenaton feat. Rohff, Lino et Pit Baccardi) | AKH Version H (maxi d'Akhenaton)                                    |
| 2001  | Fight club (Weedy & Le T.I.N feat. Rohff et Baicefa) | Guet-Apens 2 (album de Weedy & Le T.I.N)                            |
| 2001  | 94 (Rohff) | Rimes et gloire vol.1 (mixtape d'Alpha 5.20)                        |
| 2001  | Freestyle (Rohff) | Rimes et gloire vol.1 (mixtape d'Alpha 5.20)                        |
| 2002  | Impact des mots (Alibi Montana feat. Rohff, Philo et G'Kill) | Mandat de dépôt (compilation)                                       |
| 2002  | Nous contre eux 2 (Sat feat. Rohff et Le Rat Luciano) | Dans mon monde (album de Sat)                                       |
| 2002  | Get down samedi soir (Rohff feat. Oliver Cheatham) | À l'ancienne II (compilation)                                       |
| 2003  | À bout portant (Rohff) | Fat taf (compilation)                                               |
| 2003  | Assoce de… (113 feat. Rohff et Karlito) | Dans l'urgence (album de 113)                                       |
| 2003  | Freestyle PSG 2 (Rohff) | Pur Son Ghetto vol. 2 (mixtape)                                     |
| 2003  | Baiser (Rohff feat. Zesau, Sefyu et Dry) | Talents fâchés vol.1                                                |
| 2003  | Sang pour sang (Mafia K'1 Fry) | Talents fâchés vol.1                                                |
| 2003  | 94400 (Doudou Masta feat. Mafia K'1 Fry) | Mastamorphose (album de Doudou Masta)                               |
| 2004  | Pourquoi tu parles de moi (Alibi Montana feat. Rohff) | 1260 jours (album d'Alibi Montana)                                  |
| 2004  | La force (Kery James feat. Rohff et Soprano) | Savoir & vivre ensemble (album de Kery James)                       |
| 2004  | L'enfant (Kery James feat. Rohff) | Savoir & vivre ensemble (album de Kery James)                       |
| 2004  | Tous mortels (Rohff feat. Dry) | Hommage… (compilation de Bâtiment B)                                |
| 2004  | Mon bled (Rohff feat. Mohamed Lamine et Chebba Maria) | Raï'n'B Fever (compilation)                                         |
| 2004  | La hass (Intouchable feat. Kamelancien et Rohff) | Street Lourd Hall Stars (compilation)                               |
| 2004  | À quoi bon sert (Rohff feat. Kamelancien) | Street Lourd Hall Stars (compilation)                               |
| 2004  | En mode (Rohff) | Street Lourd Hall Stars (compilation)                               |
| 2004  | En mode 2 (Rohff) | Street Lourd Hall Stars (compilation)                               |
| 2004  | Tu fais pas le poids (Rohff feat. Tandem) | Talents fâchés vol.2                                                |
| 2005  | À l'ancienne Remix (Alibi Montana feat. Rohff) | Numéro d'écrou (album d'Alibi Montana)                              |
| 2005  | L'avenir est à nous (Kool Shen feat. Rohff et Dadoo) | L'avenir est à nous (maxi de Kool Shen)                             |
| 2005  | On est de taille (Rohff feat. Cheb Hamza) |                                                                     |
| 2005  | Top Of The World (Rohff feat. The Game) | The Basement                                                        |
| 2005  | Paranoiac (Rohff) | Rap performance (compilation)                                       |
| 2005  | T'1kiet (Rohff feat. Kamelancien) | Rap performance (compilation)                                       |
| 2005  | Sans entrainement (Kamelancien feat. Rohff) | Rap performance (compilation)                                       |
| 2005  | L'intelligence du gun (Rohff feat. Sefyu) | Rap performance (compilation)                                       |
| 2005  | Pump it up (Rohff feat. Kamelancien, Jam-C et Laskez) | Double face 6 (compilation de DJ Kost et DJ James)                  |
| 2006  | C'est comme ça (Rohff) | Talents fâchés vol.3                                                |
| 2006  | C'est comme ça (Rohff) | Mixtape évolution (mixtape)                                         |
| 2006  | Principes (TLF feat. Rohff) | Ghetto drame vol.1 (Street album de TLF)                            |
| 2006  | Le MC qui valait trois mollards (TLF feat. Rohff et Alibi Montana) | Ghetto drame vol.1 (Street album de TLF)                            |
| 2006  | Number 1 (Admiral T feat. Rohff) | Toucher l'horizon (album d'Admiral T)                               |
| 2007  | Gère (Mafia K'1 Fry feat. Rohff) | Jusqu'à la mort (réédition) (réédition de l'album de Mafia K'1 Fry) |
| 2007  | Tout est possible (Mafia K'1 Fry feat. Rohff) | Jusqu'à la mort (réédition) (réédition de l'album de Mafia K'1 Fry) |
| 2007  | Pimp My Life (TLF feat. Rohff) | Rêves de rue                                                        |
| 2007  | On sait qui (TLF feat. Rohff) | Rêves de rue                                                        |
| 2007  | Baise tout Remix (TLF feat. Rohff) | Rêves de rue                                                        |
| 2007  | Roh2frères (Need127 feat. Rohff) | L’ancêtre (album de Need127)                                        |
| 2009  | Dans la minute (Rohff feat. Humphrey) | Mon 6TM (album de Humphrey)                                         |
| 2009  | Mon 6TM (Rohff feat. Humphrey) | Mon 6TM (album de Humphrey)                                         |
| 2009  | La hagra du rap français (Rohff) | Talents fâchés Vol.4                                                |
| 2009  | La grande classe (live) Sévère (live) Dirty Hous' (live) Medley ("La puissance", "Le son qui tue" et "En mode") (Rohff) | Urban Peace 2 Live (compilation)                                    |
| 2009  | Quoi qu'ils disent (Casus Belli feat. Rohff) | Cas de guerre (album de Casus Belli)                                |
| 2009  | Juste un bol d'air (Kamelancien feat. Rohff et China) | De 0 à 30°(en 24h) (compilation)                                    |
| 2010  | Salamoualikoum (Rohff) | Street Lourd Hall Stars II (compilation)                            |
| 2010  | 4 vérités (Amy & Bushy feat. Rohff) | 1 life (album d'Amy & Bushy)                                        |
| 2010  | Attends (Amy & Bushy feat. Rohff) | 1 life (album d'Amy & Bushy)                                        |
| 2010  | Passe-leur le salam (La Fouine feat. Rohff) | La Fouine vs Laouni                                                 |
| 2011  | Keep your eyes on this (Naj feat. Rohff) |                                                                     |
| 2011  | Number One (Dj Abdel feat. Rohff et Lois Andréa) | Evolution (album de DJ Abdel)                                       |
| 2011  | J'vais te faire une bosse (Six Coups MC feat. Rohff) | Folie Artistik (album de Six Coups MC)                              |
| 2012  | 4 étoiles (Sultan feat. Rohff) | Des jours meilleurs (album de Sultan)                               |
| 2012  | C'est la mif (TLF feat. Rohff) | OVNI (album de TLF)                                                 |
| 2012  | Street célébration (TLF feat. Rohff) | OVNI (album de TLF)                                                 |
| 2012  | Maintenant ou jamais (Zaho feat. Rohff) | Contagieuse (album de Zaho)                                         |
| 2013  | La rue parle (Sofiane feat. Rohff) | Blacklist II (mixtape de Sofiane)                                   |
| 2017  | J'te donne même pas l'heure (Rohff feat I.K & A2L) | Talents fachés V (mixtape de TLF)                                   |
| 2019  | C'est la guerre (Naps feat Rohff) | On est fait pour ca (album de Naps)                                 |
| 2020  | Manimal (Demon one feat Rohff,Dry,Carlito) | De la mafia K'1 Fry à Demon One (album de Demon One)                |
| 2020  | Générations (YL feat. Rohff) | Compte de faits (album de YL)                                       |
| 2021  | Solide (Mister You feat. Rohff) | HLM 2 (album de Mister You)                                         |
| 2021  | Les galactiques (Jul, Gims, Naps, Alonzo, Rohff, Kaaris, Soso Maness) | Le Classico organisé                                                |
| 2021  | Yowa (Elams feat. Rohff) | Thug Life (album d'Elams)                                           |

### Musiques de film
- 2003
  - Rohff feat. Pharrell Williams - Where's Yours At ? sur la B.O. du film Taxi 3
- 2004
  - Rohff feat. Intouchable et Matt Houston - Warriorz sur la B.O. du film Banlieue 13
- 2006
  - Rohff - La résurrection sur la B.O. du jeu Scarface: The World Is Yours
- 2008
  - Rohff - Pas de héros sur la B.O. du film Mesrine
  - Rohff - Repris de justesse au générique de fin du film Notorious B.I.G.

## Vidéos

### Clips vidéo
| Année | Titre                               | Réalisateur                      | Album                                     |
| ----- | ----------------------------------- | -------------------------------- | ----------------------------------------- |
| 2001  | TDSI                                | NC                               | La Vie avant la mort                      |
| 2001  | Miroir, miroir                      | NC                               | La Vie avant la mort                      |
| 2002  | Qui est l'exemple ? (feat. Kayliah) | Bonne Pioche                     | La Vie avant la mort                      |
| 2002  | 5.9.1 (feat. Assia)                 | FODKL                            | La Vie avant la mort                      |
| 2004  | Le son qui tue (feat. Natty)        | FODKL                            | La Fierté des Nôtres                      |
| 2004  | Zone internationale (feat. Roldan)  | FODKL                            | La Fierté des Nôtres                      |
| 2004  | 94                                  | NC                               | La Fierté des Nôtres                      |
| 2005  | En mode                             | High Fidelity                    | Au-delà de mes limites                    |
| 2005  | La puissance                        | NC                               | Au-delà de mes limites                    |
| 2005  | Regretté                            | NC                               | Au-delà de mes limites                    |
| 2006  | Starfuckeuze                        | Calista Film                     | Au-delà de mes limites                    |
| 2007  | La résurrection                     | NC                               | Au-delà de mes limites Classics           |
| 2007  | Dirty Hous' (feat. Big Ali)         | Calista film                     | Au-delà de mes limites Classics           |
| 2007  | Frais (feat. Gen Renard)            | French Cut                       | Le Cauchemar du Rap Français : Chapitre 1 |
| 2008  | La grande classe                    | Les Enfants Terrible             | Le Code de l'Horreur                      |
| 2008  | Progress (feat. Junior Reid)        | Chris Macari                     | Le Code de l'Horreur                      |
| 2009  | Rap Game                            | Chris Macari                     | Le Code de l'Horreur                      |
| 2009  | Paris                               | Chris Macari                     | Le Code de l'Horreur                      |
| 2009  | Hysteric Love (feat. Amel Bent)     | NC                               | Le Code de l'Horreur                      |
| 2009  | Sévère                              | Chris Macari                     | Le Code de l'Horreur                      |
| 2009  | Repris de justesse                  | Johnatan Mannion                 | Le Code de l'Horreur                      |
| 2010  | Dans ma werss                       | Wahib Chehata                    | La Cuenta                                 |
| 2010  | Rien à prouver                      | Charly Clodion                   | La Cuenta                                 |
| 2010  | Dans tes yeux                       | Dam Koman                        | La Cuenta                                 |
| 2010  | Fais doucement (feat. Zaho)         | Wahib Chehata Emmanuel Murat     | La Cuenta                                 |
| 2010  | Thug mariage (feat. Indila)         | Dam Koman Alex Kosmakis          | La Cuenta                                 |
| 2012  | K-Sos musik                         | Gil Green                        | P.D.R.G.                                  |
| 2013  | J’accélère                          | Gil Green                        | P.D.R.G.                                  |
| 2013  | Déterminé                           | Beat Bounce                      | P.D.R.G.                                  |
| 2013  | El Padre                            | Beat Bounce                      | P.D.R.G.                                  |
| 2014  | Zlatana                             | Alex Nazari                      | P.D.R.G.                                  |
| 2014  | L'oseille                           | Alex Nazari                      | P.D.R.G.                                  |
| 2014  | Série 10                            | —                                | —                                         |
| 2015  | Du sale                             | Nicolas Noel                     | —                                         |
| 2015  | Suge Knight                         | Nicolas Noel                     | —                                         |
| 2015  | Sans forcer                         | Gil Green                        | —                                         |
| 2015  | My Nigga My Rebeu                   | Beat Bounce                      | Rohff Game                                |
| 2015  | Rohff Game                          | Beat Bounce                      | Rohff Game                                |
| 2015  | Comme en 46                         | NC                               | Rohff Game                                |
| 2015  | Bijou                               | NC                               | Rohff Game                                |
| 2016  | Dans le Game                        | David Ekambi                     | —                                         |
| 2017  | Hors de contrôle                    | Iceland Film                     | —                                         |
| 2017  | Saturne                             | Antony Teror Millimaître FIRM    | —                                         |
| 2017  | Broly                               | Nicolas Noël                     |                                           |
| 2017  | Soldat                              | Millimaitre Firm & Anthony Teror |                                           |
| 2017  | Détrôné (feat. Nej')                | Iceland Film                     |                                           |

### Apparitions vidéo
| Année | Titre                                                                                   | Réalisateur | Album                            |
| ----- | --------------------------------------------------------------------------------------- | ----------- | -------------------------------- |
| 1999  | On fait les choses (avec Mystik, Pit Baccardi et Nèg' Marrons)                          | NC          | Première Classe                  |
| 2000  | Jackpot 2000 (de 113 feat J-Mi Sissoko)                                                 | NC          | Les Princes de la Ville          |
| 2000  | Tonton du bled (de 113)                                                                 | NC          | Les Princes de la Ville          |
| 2001  | AKH version H (de Akhenaton feat. Rohff Lino et Pit Baccardi)                           | NC          | AKH Version H                    |
| 2001  | Deux issues (de Kery James)                                                             | NC          | Si c'était à refaire             |
| 2002  | Get down samedi soir (de DJ Abdel feat. Rohff et Oliver Cheatham)                       | NC          | À l'ancienne Vol. II             |
| 2003  | So Rotton (de Black Twang feat. Rohff)                                                  | NC          | Kik Off                          |
| 2005  | On est de taille (de Karolyn feat. Rohff)                                               | NC          | NC                               |
| 2005  | L'avenir est à nous (de Kool Shen feat. Rohff et Dadoo)                                 | NC          | L'avenir est à nous              |
| 2006  | Baise tout (de TLF feat. Rohff)                                                         | NC          | Ghetto Drame Vol.1               |
| 2007  | Pimp ma life (de TLF feat. Rohff)                                                       | NC          | Rêves de Rue                     |
| 2009  | Dans la minute (de Humphrey feat. Rohff)                                                | NC          | Mon 6TM                          |
| 2009  | Attends (de Amy & Bushy feat. Rohff)                                                    | NC          | 1 Life                           |
| 2010  | Passe-leur le salam (de La Fouine feat. Rohff)                                          | NC          | La Fouine vs Laouni              |
| 2011  | J'vais te faire une bosse (de Six Coups MC feat. Rohff)"Welcome to my hood de DJ Khaled | NC          | Folie Artistik                   |
| 2012  | 4 étoiles (de Sultan featuring Rohff)                                                   | NC          | Des jours meilleurs              |
| 2012  | C'est la mif (de TLF feat. Rohff)                                                       | NC          | OVNI                             |
| 2013  | Parole d'homme (de Sofiane)                                                             | NC          | Blacklist II                     |
| 2013  | On veut du gen-art (de Sofiane)                                                         | NC          | Blacklist II                     |
| 2019  | CPG (de Dry)                                                                            | NC          | De la pure pour les durs 2 Vol.2 |